# آلبرت گودموندسون
آلبرت گودموندسون (انگلیسی: Albert Guðmundsson; ۵ اکتبر ۱۹۲۳ – ۷ آوریل ۱۹۹۴) فوتبالیست اهل ایسلند بود.
از باشگاه‌هایی که در آن بازی کرده‌است می‌توان به باشگاه فوتبال آرسنال، باشگاه فوتبال آ.ث. میلان، باشگاه فوتبال رنجرز، باشگاه فوتبال نیس، تیم ملی فوتبال ایسلند، و باشگاه فوتبال نانسی اشاره کرد.
وی همچنین در تیم ملی فوتبال ایسلند بازی کرده‌است.